# عزلة بني وليد (صنعاء)

تعديل مصدري - تعديل

عزلة بني وليد هي إحدى عزل مديرية الحيمة الخارجية في محافظة صنعاء اليمنية ويبلغ تعداد سكانها 1846 نسمة حسب التعداد السكاني في اليمن لعام 2004.

## روابط خارجية
- الجهاز المركزي للإحصاء بالجمهورية اليمنية
- المركز الوطني للمعلومات باليمن
- World Gazetteer:Yemen
- الدليل الشامل